# إعصار أوكي تشوبي 1928
إعصار أوكي تشوبي (بالإنجليزية: Okeechobee hurricane) ويعرف أيضاً باسم إعصار سان فيليبي الثاني (بالإنجليزية: San Felipe Segundo hurricane)، كان أحد أعنف الأعاصير المسجلة في حوض المحيط الأطلسي ورابع أعنف إعصار في تاريخ الولايات المتحدة. تشكل الإعصار قبالة ساحل غرب أفريقيا في 6 سبتمبر 1928، وبلغ ذروته كإعصار من الفئة الخامسة بسرعة رياح 260 كم/س قبل أن يضرب بورتوريكو في 13 سبتمبر، ليصبح الإعصار الوحيد من الفئة الخامسة الذي ضرب الجزيرة. تسبب الإعصار في مقتل أكثر من 4,112 شخصاً وتسبب بأضرار تجاوزت 100 مليون دولار (بأسعار 1928).
تاريخ العاصفة
تشكل الإعصار كمنخفض استوائي قرب السنغال في 6 سبتمبر، وتطور إلى عاصفة استوائية في اليوم التالي. بعد تعزيزه فوق المحيط الأطلسي، وصل إلى الفئة 4 قبل أن يضرب جوادلوب في 12 سبتمبر، حيث تسبب في دمار كبير ووفاة 1,200 شخص. في 13 سبتمبر، وصل إلى الفئة الخامسة وضرب بورتوريكو، مسبباً دماراً شاملاً وتشريد نصف مليون شخص. استمر الإعصار في مساره غرباً، ليضرب جزر البهاما ثم فلوريدا قرب ويست بالم بيتش في 17 سبتمبر، حيث تسبب في فيضانات كارثية حول بحيرة أوكي تشوبي أدت إلى مقتل 2,500 شخص على الأقل.
الآثار
منطقة البحر الكاريبي
جزر الأنتيل الصغرى: تسبب الإعصار في دمار هائل في جوادلوب (1,200 قتيل) ومونتسرات (42 قتيلاً) وجزر أخرى.
بورتوريكو: أسفر عن 312 قتيلاً وتدمير 24,728 منزلاً وتضرر 192,444 منزلاً، مع أضرار تجاوزت 50 مليون دولار.
جزر البهاما: سجلت 18 حالة وفاة وأضرار كبيرة في الممتلكات والمحاصيل.
فلوريدا
كانت منطقة بحيرة أوكي تشوبي الأكثر تضرراً في فلوريدا، حيث تسبب ارتفاع منسوب المياه بسبب العاصفة في اختراق السدود المحيطة بالبحيرة، مما أدى إلى فيضانات غطت مئات الأميال المربعة بارتفاع وصل إلى 6 أمتار. غمرت المياه مدن بيل غليد وباهوكي وساوث باي، وأسفرت عن مقتل 2,500 شخص على الأقل، معظمهم من عمال المزارع المهاجرين. كما دمر الإعصار 1,711 منزلاً في ويست بالم بيتش وتسبب في أضرار بقيمة 25 مليون دولار.
ما بعد العاصفة
الإغاثة: تم دفن الضحايا في مقابر جماعية، مع معاناة في التعرف على الضحايا بسبب طبيعة القوى العاملة المهاجرة.
التمييز العنصري: تعرض ضحايا العمال السود لمعاملة تمييزية في عمليات الدفن مقارنة بالضحايا البيض.
التحسينات: أدى الإعصار إلى تحسين معايير البناء وإنشاء نظام سدود حول بحيرة أوكي تشوبي (سد هربرت هوفر) للسيطرة على الفيضانات.
التسمية
سُمي الإعصار "سان فيليبي الثاني" في بورتوريكو لأنه ضرب الجزيرة في 13 سبتمبر، يوم عيد القديس فيليب، وكان ثاني إعصار كبير يضرب الجزيرة في هذا التاريخ بعد إعصار 1876.
انظر أيضاً
إعصار ماريا (2017)
إعصار إرما (2017)
قائمة أعنف الأعاصير الأطلسية المسجلة